# Adrian Chovan
Adrian Chovan (Partizánske, Eslovaquia, 8 de octubre de 1995) es un futbolista eslovaco. Juega de portero y su equipo es el Bruk-Bet Termalica Nieciecza de la I Liga de Polonia.

## Trayectoria
Hizo su debut como profesional en el F. K. A. S. Trenčín el 13 de mayo de 2016 ante el MSK Žilina a pesar de haber llegado al primer equipo en 2014.
En el verano de 2021 fichó por el Slovan Bratislava procedente del FC ViOn Zlaté Moravce tras la salida de Dominik Greif. Se convirtió en el primer fichaje del equipo de aquella temporada.

## Selección nacional
Ha sido internacional en las categorías inferiores de la selección de fútbol de Eslovaquia.

## Clubes
| Club                              | País       | Año       |
| --------------------------------- | ---------- | --------- |
| F. K. A. S. Trenčín               | Eslovaquia | 2014-2020 |
| AFC Nové Mesto nad Váhom (cesión) | Eslovaquia | 2014      |
| FC ViOn Zlaté Moravce             | Eslovaquia | 2020-2021 |
| Š. K. Slovan Bratislava           | Eslovaquia | 2021-2023 |
| Panserraikos                      | Grecia     | 2023-2024 |
| Bruk-Bet Termalica Nieciecza      | Polonia    | 2024-     |

## Palmarés

### Títulos nacionales
| Título                  | Club                    | País       | Año  |
| ----------------------- | ----------------------- | ---------- | ---- |
| Superliga de Eslovaquia | F. K. A. S. Trenčín     | Eslovaquia | 2015 |
| Copa de Eslovaquia      | F. K. A. S. Trenčín     | Eslovaquia | 2015 |
| Superliga de Eslovaquia | F. K. A. S. Trenčín     | Eslovaquia | 2016 |
| Copa de Eslovaquia      | F. K. A. S. Trenčín     | Eslovaquia | 2016 |
| Superliga de Eslovaquia | Š. K. Slovan Bratislava | Eslovaquia | 2022 |
| Superliga de Eslovaquia | Š. K. Slovan Bratislava | Eslovaquia | 2023 |